# Moonlight
Moonlight — це вільне і відкрите втілення каркаса вебзастосунків Silverlight. Silverlight був відпочатку розроблений Microsoft. Moonlight розробляється в рамках проєкту Mono. Moonlight 1.0 був представлений 20 січня 2009.
Moonlight 2 йде вкупі з оновленою ліцензійною угодою, згідно з якою Майкрософт зобов'язується не переслідувати користувачів і дистриб'юторів ПЗ Moonlight, що запускається на платформі не тільки SUSE Linux, але і будь-яких інших Linux-дистрибутивів, — наприклад, Ubuntu і Red Hat. Компанії також домовилися про продовження подальшої розробки Moonlight.

## Виноски
1. ↑  Release 3.99.0.3 — 2011.
2. ↑  The moonlight Open Source Project on Open Hub: Languages Page — 2006.
3. ↑  https://github.com/mono/moon/blob/master/LICENSE
4. ↑  The moonlight Open Source Project on Open Hub: Licenses Page — 2006.
5. ↑  Moonlight. Mono Team. Архів оригіналу за 2 березня 2012. Процитовано 1 вересня 2007.
6. ↑  Проект Mono объявил о выходе Moonlight 2. Архів оригіналу за 22 грудня 2009. Процитовано 19 грудня 2009. [Архівовано 2009-12-22 у Wayback Machine.]